# Écury-sur-Coole
Écury-sur-Coole és un municipi francès, situat al departament del Marne i a la regió del Gran Est. L'any 2007 tenia 468 habitants.

## Demografia

### Població
El 2007 la població de fet d'Écury-sur-Coole era de 468 persones. Hi havia 174 famílies, de les quals 25 eren unipersonals (8 homes vivint sols i 17 dones vivint soles), 62 parelles sense fills, 83 parelles amb fills i 4 famílies monoparentals amb fills.
La població ha evolucionat segons el següent gràfic:
Habitants censats

### Habitatges
El 2007 hi havia 180 habitatges, 174 eren l'habitatge principal de la família i 6 estaven desocupats. 179 eren cases i 1 era un apartament. Dels 174 habitatges principals, 150 estaven ocupats pels seus propietaris, 18 estaven llogats i ocupats pels llogaters i 6 estaven cedits a títol gratuït; 14 tenien tres cambres, 30 en tenien quatre i 129 en tenien cinc o més. 147 habitatges disposaven pel capbaix d'una plaça de pàrquing. A 53 habitatges hi havia un automòbil i a 111 n'hi havia dos o més.

### Piràmide de població
La piràmide de població per edats i sexe el 2009 era:
| Homes | Edats   | Dones |
| ----- | ------- | ----- |
| 0     | 95 o +  | 8     |
| 0     | 90 a 94 | 0     |
| 4     | 85 a 89 | 12    |
| 0     | 80 a 84 | 0     |
| 4     | 75 a 79 | 12    |
| 8     | 70 a 74 | 4     |
| 12    | 65 a 69 | 4     |
| 12    | 60 a 64 | 16    |
| 4     | 55 a 59 | 12    |
| 20    | 50 a 54 | 20    |
| 24    | 45 a 49 | 8     |
| 12    | 40 a 44 | 16    |
| 24    | 35 a 39 | 12    |
| 0     | 30 a 34 | 12    |
| 20    | 25 a 29 | 4     |
| 8     | 20 a 24 | 4     |
| 8     | 15 a 19 | 16    |
| 8     | 10 a 14 | 12    |
| 12    | 5 a 9   | 12    |
| 16    | 0 a 4   | 4     |

## Economia
El 2007 la població en edat de treballar era de 291 persones, 224 eren actives i 67 eren inactives. De les 224 persones actives 208 estaven ocupades (108 homes i 100 dones) i 16 estaven aturades (10 homes i 6 dones). De les 67 persones inactives 31 estaven jubilades, 20 estaven estudiant i 16 estaven classificades com a «altres inactius».

### Ingressos
El 2009 a Écury-sur-Coole hi havia 177 unitats fiscals que integraven 485,5 persones, la mediana anual d'ingressos fiscals per persona era de 21.529 €.

### Activitats econòmiques
Dels 11 establiments que hi havia el 2007, 1 era d'una empresa extractiva, 1 d'una empresa alimentària, 3 d'empreses de construcció, 1 d'una empresa de comerç i reparació d'automòbils, 2 d'empreses de transport, 1 d'una empresa immobiliària, 1 d'una empresa de serveis i 1 d'una entitat de l'administració pública.
Dels 5 establiments de servei als particulars que hi havia el 2009, 1 era un taller de reparació d'automòbils i de material agrícola, 1 autoescola, 1 paleta, 1 guixaire pintor i 1 fusteria.
L'únic establiment comercial que hi havia el 2009 era una fleca.
L'any 2000 a Écury-sur-Coole hi havia 5 explotacions agrícoles.

## Equipaments sanitaris i escolars
El 2009 hi havia una escola elemental integrada dins d'un grup escolar amb les comunes properes formant una escola dispersa.

## Poblacions més properes
El següent diagrama mostra les poblacions més properes.